# Раки (блюдо)
Раки — закуска из целых варёных речных раков с дополнительными ингредиентами или без них.

## Приготовление
Раков кладут в посуду с холодной водой или молоком на несколько минут, затем живьём бросают в кипящую подсоленную воду и варят около 10—15 минут. В кастрюлю может также добавляться морковь, лук, зелень (петрушка, укроп), лавровый лист, листья крапивы.
Более сложные способы приготовления — обжаривание в масле, добавление при варке белого вина, сметаны, гвоздики, тмина, перца и др. Раки у славян традиционно считаются одной из самых лучших закусок к пиву, но скандинавы едят их с аквавитом.
Все части тушки рака съедобны, кроме панциря, усов и пищеварительного тракта, но нередко едят только мясо клешней и брюшка (называемое в быту «хвостом» или «раковыми шейками»).

## Подача
Раки при подаче на стол могут поливаться отваром, в котором они варились, а также может приготавливаться специальный раковый соус (смесь отвара, муки и масла).
К ракам полагаются специальный нож и вилочка, большие салфетки — подвязывать, достаточное количество бумажных салфеток и миски с водой для мытья рук, а также нарезанный лимон, если раков едят руками. Прежде всего отламывают клешни, потом ножом отделяют их кончики. Мясо из клешней извлекают вилочкой. После этого отделяют ноги от туловища и разламывают рака между грудным панцирем и хвостовой частью.

## Распространение
Благодаря простоте практикуется по всему ареалу речных раков. Однако наибольшей любовью пользуется в кухнях славянских и скандинавских народов. У скандинавов августовские летние застолья с поеданием раков называются «Праздник раков» (Rapujuhlat). Традиция праздника раков (kräftskiva) зародилась в Швеции.
У евреев раки не входят в число кошерных продуктов.

## Блюдо в культуре
В стихотворении Гаврилы Державина «Евгению. Жизнь Званская» (1807), обращённом к епископу Евгению (Болховитинову), красочно описан традиционный обед в дворянской усадьбе:

Багряна ветчина, зелены щи с желтком,

Румяно-желт пирог, сыр белый, раки красны,

Что смоль, янтарь — икра, и с голубым пером

Там щука пестрая: прекрасны!

Герой В. Шукшина Пётр Лопахин в фильме С. Бондарчука «Они сражались за Родину» по роману М. Шохолова во время недолгого затишья среди боёв пытается приготовить раков, не имея ни ведра, ни соли. В ходе готовки он вспоминает довоенную жизнь. Когда раки почти готовы, начинается немецкий налёт.

— Ну, просто совсем, как на Садовой в Ростове, в гостинице «Интурист»: укропчиком пахнет, свежими раками… Полдюжины пива бы сюда, ледяного, «трехгорного», и больше ничего не надо. Ой, держите меня, товарищи! От этих ароматов я в огонь могу свалиться!
Герой С. Бодрова в фильме А. Балабанова «Брат-2» с братом варят раков, пойманных в озере Мичиган на набережной Чикаго. Котелок переворачивает банда афроамериканцев в ходе завязавшейся ссоры.

— Чего ему надо? Раков захотел? Че тебе надо?
— Грязь говорит, грязная пища. Раки со дна грязь едят. Их есть нельзя.
— Грязь? Чего?! Ты на себя посмотри! Чёрный, как сволочь. Ты «Мойдодыр» читал?! А? А ну пошел отсюда. Негр. Иди, иди.

— Ты кого нигером назвал? Сейчас я вам покажу, кто нигер. 

## Галерея
- Раки варёные с укропом
- Подача раков на шведском столе, Лас-Вегас
- Подача с лимоном (в США используют также лайм)